# Канал 8
Канал 8 — северомакедонский региональный телеканал города Кочани.

## Характеристики канала
Канал 8 города Кочани учреждён Советом по телерадиовещанию Республики Македонии 26 ноября 2008, вещание начал 18 февраля 2009. Вещание проводится на 46-й кнопке на дециметровых волнах ежедневно и круглосуточно. Зона вещания: общины Кочани, Виница, Зрновци и Чешиново-Облешево. Кабельное вещание доступно в других общинах.
Специализация канала универсальная: основной информационной программой являются «Вести», также проводятся репортажи в прямом эфире, интервью и ток-шоу. Ставку Канал 8, однако, делает на культурно-просветительские и развивающие телепрограммы. Есть также юмористические и спортивно-развлекательные программы.

## Контакты штаб-квартиры
- Северная Македония, Кочани, 2300, улица Димитара Влахова, д.3
- Телефон: (+389) 033 / 550 888